# Molinoviejo
Molinoviejo es el nombre popular con que se conoce una antigua finca situada en la localidad segoviana de Ortigosa del Monte, que alberga desde 1945 un centro de formación cristiana dirigido por el Opus Dei.

## Historia

### Villa Collantes
María Collantes, señora de Echeverría —bisabuela de José María Hernández Garnica—, poseía una finca llamada Villa Collantes. Allí vivía con sus dos hijas: Concha y Emilia Echeverría Collantes, los meses de junio y octubre. Durante el verano se trasladaban a la localidad cántabra de Noja. En la finca, que disponía de abundante arbolado, una casa, una fuente de piedra y un puente, podían llegar a vivir hasta veinte personas. En otros lugares, la finca aparece con el nombre de La Losa, o La Campa.
En torno a 1890, se derrumbó el techo de la caballeriza, que cayó encima de Emilia Echeverría. El padre de Emilia prometió a la Virgen construir una ermita, si la niña salía con vida, como finalmente ocurrió. La promesa se realizó con motivo de la boda de Concha Echeverría con Joaquín Arnaiz, que era artista. Él mismo realizó el diseño de la ermita (1920), y encargó a un artista de Medina de Pomar (Burgos) la realización de una imagen de la Virgen que se colocó en la ermita. El mismo artista, concluida la guerra civil, hizo el Cristo que se encuentra en la parroquia de Noja. En 1943, tras el fallecimiento de María Collantes y la inesperada enfermedad cardiaca de su yerno Joaquín, la casa dejó de utilizarse. En 1945, José María Hernández Garnica habló con sus tías para que les alquilara la finca.

### Molinoviejo
Al comienzo de la década de los cuarenta, Josemaría Escrivá percibió la necesidad de que los primeros miembros del Opus Dei pudieran disfrutar de unos días de tranquilidad y descanso. De manera similar, ellos sentían la responsabilidad de que el Fundador descansara. Por ello, durante el verano de 1944 se alquiló una vivienda en la localidad abulense de Piedralaves, que no ofrecía las condiciones adecuadas.
En abril de 1945, el sacerdote José María Hernández Garnica, y el estudiante de medicina Ignacio María de Orbegozo, realizaron un viaje a Riaza (Segovia). Durante el trayecto, transitaron cerca de un pinar que circundaba una edificación, emplazada en la parte baja de la falda de una montaña. Era propiedad de unas tías de José María Hernández Garnica. Se detuvieron para saludarlas. La propiedad era atravesada por un torrente que descendía de la montaña, tenía asegurada el agua y su extensión era suficiente para transformarse en un lugar de reposo. San Josemaría fue a visitarla el 7 de abril y le agradó. La casa no era muy grande; podría ser utilizada por grupos pequeños. Las dueñas no pusieron objeción en arrendarla y ese mismo verano de 1945 comenzaron las primeras actividades. Aquella casa se llamaría Molinoviejo. La atención de todas las labores domésticas estuvo inicialmente a cargo de Carmen Escrivá, la hermana de san Josemaría.
A la primera convivencia asistieron cinco personas: Teodoro Ruiz Jusué (director), Francisco Botella Raduán, Ignacio Orbegozo Goicoechea, José Javier López Jacoiste y Federico Suárez Verdeguer. Pasaban la mayor parte del tiempo al aire libre, ya que la casa carecía de electricidad y de agua corriente. Utilizaban lámparas de petróleo y parafina. El deporte principal era el fútbol. Francisco Botella ejercía de árbitro.
El sitio presentaba muchas carencias: no disponía de suministro eléctrico, los servicios sanitarios eran elementales y abundaban los insectos. Carmen debía desplazarse a Ortigosa o a Segovia para realizar las compras. Durante aquellos primeros meses estuvo acompañada por algunas de las mujeres de la Obra, quienes se hicieron cargo definitivamente de la gestión del hogar en la primavera de 1948. Desde el inicio habían trabajado intensamente para que todo estuviera lo mejor posible en julio de ese año.
El verano de 1945 pasaron por Molinoviejo más de setenta personas. También san Josemaría y Álvaro del Portillo estuvieron allí algunos días de descanso y de labor. La finca se adquirió en 1946. El terreno incluía una ermita, bastante deteriorada, con una imagen de la Virgen. Tanto la imagen como la ermita misma necesitaron una restauración importante.
San Josemaría pasó el mes de septiembre de 1946 en Molinoviejo. El 24 de ese mes, reunió en ese lugar a algunos de los miembros del Opus Dei, con más antigüedad en la Obra para pedirles que, ante Dios y por su responsabilidad como cristianos, se comprometieran a cuidar especialmente la unidad de la Obra y a vivir el desprendimiento y la disponibilidad.
En 1947 comenzó la gran transformación de la original Villa Collantes en la Casa Antigua de Molinoviejo. El estudiante de arquitectura César Ortiz-Echagüe colaboró con Fernando Delapuente en la reforma de los edificios. Entre las reformas, se habilitó una zona para que pudieran vivir y trabajar las mujeres que atendían la Administración. El 24 de septiembre de 1947 se celebró una ceremonia similar a la del año anterior, en la ermita, ante la imagen de la Virgen. San Josemaría y los sacerdotes presentes leyeron la fórmula correspondiente e hicieron los compromisos de velar para que no se desfigurase la unidad moral, espiritual y jurídica del Opus Dei. A continuación, todos los asistentes fueron repitiendo la fórmula.
A principios de junio de 1948, san Josemaría volvió a Molinoviejo, donde permaneció desde esa fecha hasta Navidad. Desde allí realizó algunos viajes intermedios. Durante esa temporada impulsó la finalización de las obras que se realizaban en la casa: el oratorio, la sala de estar, diversas habitaciones... De la decoración de la casa se encargaban pintores y estudiantes de Arquitectura, para emplear el dinero estrictamente necesario. San Josemaría dedicó una atención especial al oratorio: el fresco del retablo –una Anunciación–, el arco del presbiterio con los apóstoles Pedro y Pablo, los ángeles que están junto a la Cruz de madera y las representaciones de la Virgen en la sillería. Consagró el altar el 22 de agosto. También deseó que en la sala de estar, en una gran viga, se colocara un texto que fuera adecuado al destino de esa casa. Eligió uno del poeta romano Virgilio que, ligeramente modificado, quedó así: Deus nobis haec otia fecit; erit ille nobis semper Deus (Dios nos ha dado este lugar de descanso; para nosotros Él será siempre Dios). En estos mismos meses se arregló y decoró la ermita.
Desde el sábado 25 de septiembre al 1 de octubre de 1948 tuvo lugar un retiro espiritual, continuado como convivencia a partir del 27, en el que san Josemaría se dedicó plenamente a la formación de quienes ya se consideraban supernumerarios del Opus Dei y de quienes lo serían a partir de esos días. El fundador les habló de oración, cuidado de los detalles, dirección espiritual, apostolado, las obligaciones propias de un supernumerario del Opus Dei… Los asistentes rememoraron aquellos días como de expansión de perspectivas, días llenos de paz y alegría, que constituyen en más de un aspecto el impulso definitivo al desarrollo de la labor del Opus Dei hacia personas casadas.
Un joven Javier Echevarría que contaba con dieciséis años, conoció el 2 de noviembre de 1948 a Josemaría Escrivá. Después de una tertulia en el centro del Opus Dei en Diego de León, Echevarría acompañó a Escrivá a Molinoviejo.
Molinoviejo fue el sitio escogido para celebrar el primer Congreso General del Opus Dei, en 1951. La reciente aprobación de la Santa Sede había confirmado su estructura y su sistema de gobierno. Una de las normas aprobadas establecía la organización, por separado, de los Congresos de los varones y de las mujeres del Opus Dei. Los Congresos eran ocasión para analizar los apostolados en las diferentes regiones del mundo, formular iniciativas y designar al nuevo Consejo General o, en su caso, la Asesoría Central. En estos congresos san Josemaría hizo hincapié en la expansión del Opus Dei.
El 2 de octubre de 1953, la Obra celebró su veinticinco aniversario. San Josemaría se reunió nuevamente en Molinoviejo con los miembros del Consejo General, de la Comisión Regional de España, los Consiliarios de casi todas las Regiones y algunos de los miembros más antiguos del Opus Dei. En esos días renovó la Consagración del Opus Dei al Corazón Dulcísimo de María que había realizado por primera vez en el Santuario de la Santa Casa (Loreto) en 1951. Fueron unas jornadas de familia, de trabajo, de oración, de paz y alegría.
A partir de 1949 Molinoviejo se ha utilizado para jornadas de recogimiento espiritual, convivencias, etc. Desde entonces han sido muy numerosas las personas que han encontrado en Molinoviejo la paz que otorgan la conversión a Jesucristo y la dulzura del trato con la Madre de Dios, y han tomado decisiones de entrega a Dios, o rectificado aspectos de su vida cristiana, etc.
Del 27 de septiembre al 3 de octubre de 1966, el pintor español, Luis Mosquera, hizo un retrato al óleo a Josemaría Escrivá.
La primera edificación de Molinoviejo ha experimentado diversas modificaciones: la mejora de la zona de la Administración, la construcción de un Pabellón para estudiantes de Bachillerato y universitarios; el nuevo oratorio de la casa, distinto del antiguo, que se conserva; una sala de estar más amplia y más habitaciones. A pesar de los cambios, todo evoca a san Josemaría.

### La ermita

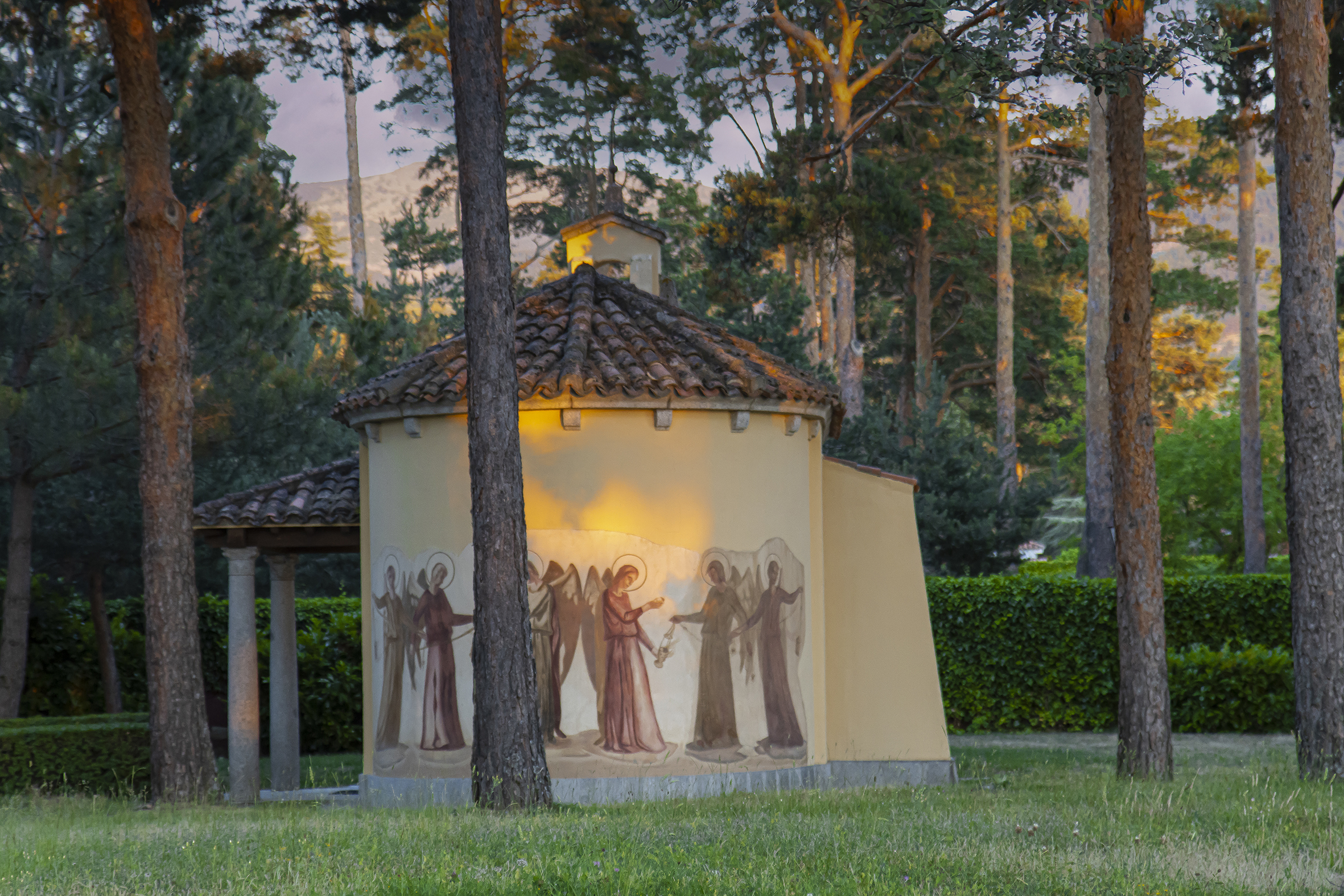
Ermita de Molinoviejo. Detalle exterior

Las obras de restauración de la ermita comenzaron en 1947, siguiendo las indicaciones de san Josemaría. En 1952 al aparecer humedades, se drenó y recimentó la ermita. Las columnas de madera del pórtico se sustituyeron por las actuales de granito. Se alzó una espadaña rematada por una veleta y una cruz. Se construyó el tejado a dos aguas, se enlosó con piedra el camino y se plantó un seto. 
La decoración del interior, realizada por Ramón Montalat entre 1952 y 1954, se centró en el tema de los ángeles —ángeles músicos y cantores; ángeles con incensarios y pescadores—. Utilizó la técnica de temple mixto, con aceite de linaza y huevo hacía el polvo con el que fijaba el color. En 1963 Federico Delclaux y el director de Talleres de Arte Granda, Ramón Montserer realizaron dos proyectos. En torno a 1965, César Ortiz-Echagüe pidió a Federico Delclaux que acompañara al pintor de Talleres de Arte Granda, que pintó el interior de la ermita, haciendo un fresco al huevo, para evitar que se ensuciara con el tiempo. 
En el exterior, Fernando Delapuente había pintado unos ángeles (1954) que fueron restaurados (1978) por Andrés Rodríguez Eyré y Javier Bacariza. 
La imagen de la Virgen, que había sido restaurada (1947)se conservó en la habitación de san Josemaría hasta la terminación de la ermita. Se trata de una imagen sedente, de madera policromada y con la gravedad dulce de la escuela castellana: se apoya sobre una base de piedra dorada con ángeles que portan instrumentos musicales esculpidos. En la parte superior, el ábside ofrece una decoración de listados azules cruzados, con alternancia de cruces y rosas doradas. En el zócalo, se encuentra un cortinaje, y debajo del altar unas baldosas del pavimento primitivo, protegidas por un cristal. Al final del ábside hay un arco con la inscripción: Santa maría, Filios tuos adiuva (Santa María, ayuda a tus hijos). En una vidriera situada en el frontis, se lee: Ora por nobis, Mater Pulchrae Dilectionis (Ruega por nosotros, Madre del Amor Hermoso).
A pocos metros de la casa, hay una lápida en la que se conmemoran las Bodas de Plata del Opus Dei. En 1995, Andrés Rodríguez Eyré pintó una cartela en la pared norte del interior de la ermita con las dos fechas que recuerdan los compromisos de fidelidad hechos por primera vez ante la Virgen de Molinoviejo: 24-IX-1946 y 24-IX-1947.

### El pabellón y la casa de retiros

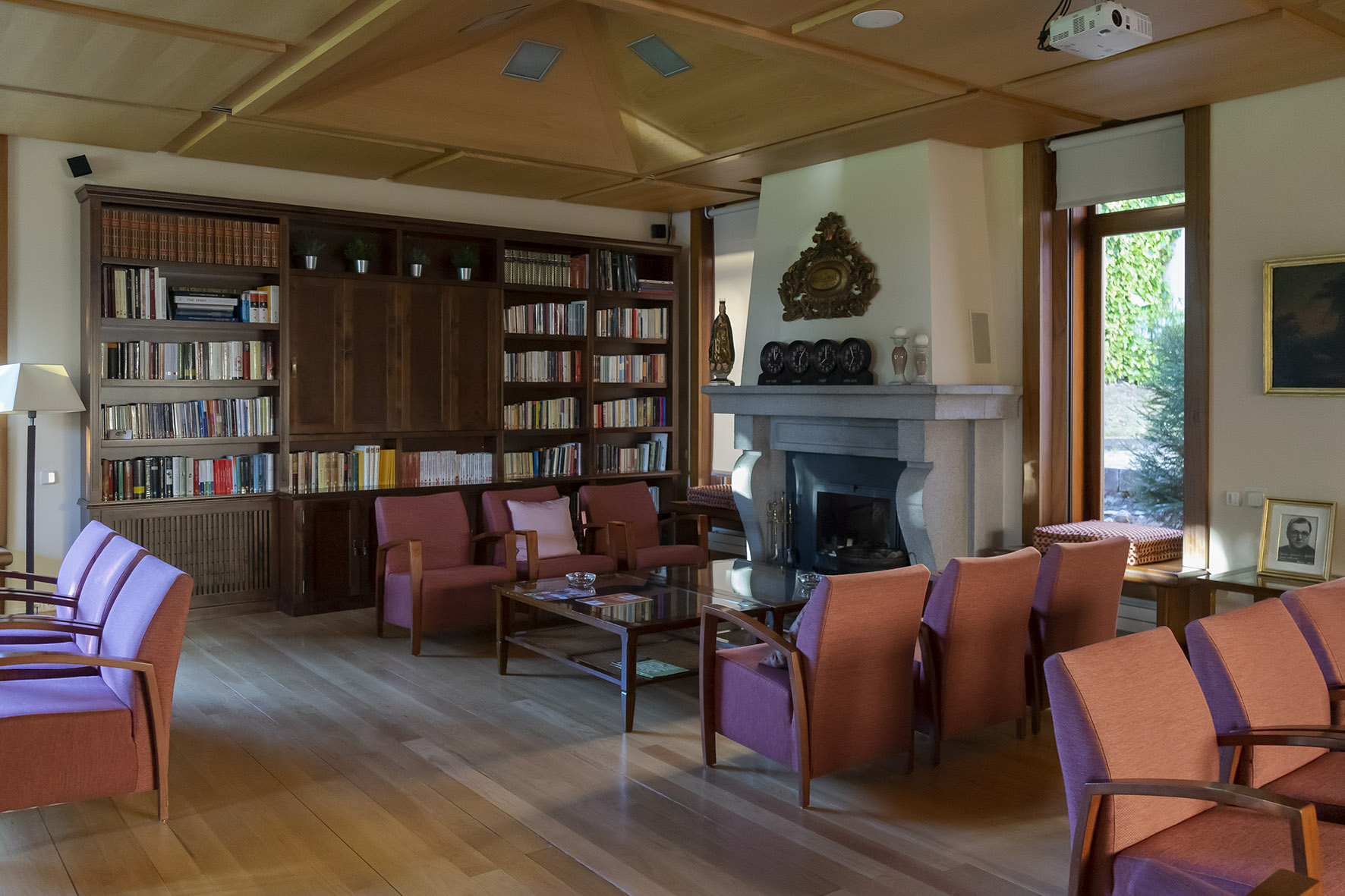
Sala de estar de la Residencia (Molinoviejo)

Entre 1965 y 1966 se construyó un edificio conocido como el pabellón. Es utilizado por gente joven. Cuenta con una amplia sala de estudio (primer piso).
La casa de retiros se construyó entre 1970 y 1972, completado con un oratorio en 1975, proyectado por Manuel González Simancas. San Josemaría estuvo en esta casa el 16 de octubre de 1972, durante los meses de catequesis por la Península Ibérica. Fue la última vez que visitó Molinoviejo. En el jardín se encuentra un mural, en el que José Alzuet pintó un borrico de noria (1952-1954). Andrés Rodríguez Eyré lo restauró (1977).